# WEC 14
WEC 14: Vengeance foi um evento de artes marciais mistas promovido pelo World Extreme Cagefighting em 17 de março de 2005 no Tachi Palace Hotel & Casino em Lemoore, California.

## Background
O evento principal foi entre John Polakowski e Olaf Alfonso.

## Resultados
- Carlton Jones vs. Chris Botelho

Jones derrotou Botelho por Nocaute Técnico (socos) aos 3:14 do primeiro round.
- Dan Marks vs. Mike Alirez

Marks derrotou Alirez por Nocaute (chute na cabeça) aos 0:31 do primeiro round.
- Antonio Banuelos vs. Mike Lundquist

Banuelos derrotou Lundquist por Finalização (mata leão) aos 1:38 do primeiro round.
- Josh Green vs. Troy Miller

Green derrotou Miller por Finalização (mata leão) aos 1:56 do primeiro round.
- Brian Gassaway vs. Ross Ebanez

A luta foi declarada Sem Resultado devido à uma cabeçada acidental que gerou um corte em Ebanez.
- Brian Olsen vs. Craig Zellner

Olsen derrotou Zellner por Nocaute Técnico (socos) aos 2:15 do primeiro round.
- Gabe Ruediger vs. Jason Maxwell

Ruediger derrotou Maxwell por Finalização (mata leão) aos 3:28 do primeiro round para manter o Cinturão Peso Leve do WEC.
- Abraham Baxter vs. Patrick Kaase

Baxter derrotou Kaase por Nocaute Técnico (socos) aos 4:59 do primeiro round.
- Brad Imes vs. Mike Dexter

Imes derrotou Dexter por Finalização (triângulo) aos 3:44 do primeiro round.
- Alex Serdyukov vs. Mark Weir

Serdyukov derrotou Weir por Finalização (triângulo de braço) aos 2:56 do segundo round.
- Terry Martin vs. Homer Moore

Martin derrotou Moore por Finalização (socos) aos 3:14 do segundo round.
- Wesley Correira vs. Walt Pels

Correira derrotou Pels por Nocaute (socos) aos 0:23 do primeiro round.
- John Polakowski vs. Olaf Alfonso

Polakowski derrotou Alfonso por Nocaute Técnico (interrupção do córner) aos 5:00 do primeiro round.

## Ligações Externas
- WEC 14 Results at Sherdog.com